# Olar
Olar è un comune degli Stati Uniti d'America, situato in Carolina del Sud, nella contea di Bamberg.